# Agnieszka Wiszowata
Agnieszka Wiszowata z domu Socyn (ur. w maju 1587 w Krakowie, zm. 20 stycznia 1654 w Rąbkowej koło Lusławic) – jedyna córka Fausta Socyna i Elżbiety z Morsztynów, matka Andrzeja Wiszowatego.

## Życiorys
Imię odziedziczyła po swojej babce ze strony ojca, Agnieszce Socyn (Agnese Sozzini) z domu Petrucci, blisko spokrewnionej z papieżami Piusem II i Piusem III. Po śmierci matki we wrześniu 1587, dalszym wychowaniem oraz edukacją Agnieszki Socyn zajęła się jej ciotka Zuzanna z Morsztynów Słonkowska. Jak wynika z korespondencji Fausta Socyna, kontakt Agnieszki z ojcem był sporadyczny. Już po śmierci Socyna wyszła za Stanisława Wiszowatego (zm. 1643), syna Abrahama komornika brańskiego i Marii z Szumkowskich. Stanisław Wiszowaty pełnił funkcję diakona zboru Braci Polskich w Rąbkowej; początkowo mieszkał zapewne z rodziną w dzierżawionej Jankówce, następnie nabył wieś Wrocimirowa (inaczej: Roćmirowa, dzisiaj w gminie Łososina Dolna), w której został zamordowany w niewyjaśnionych okolicznościach.